# Іола
Іо́ла (грец. Ιόλη) — дочка ехалійського володаря Евріта, в яку закохався Геракл. Евріт обіцяв віддати Іолу за того, хто переможе його та синів у стрільбі з лука. Геракл переміг, але Евріт порушив обіцянку. Тоді герой убив його й узяв Іолу. Умираючи внаслідок підступності кентавра Несса, Геракл одружив Іолу з своїм сином Гіллом.